# François Augiéras
François Augiéras (* 18. Juli 1925 in Rochester, New York, USA; † 13. Dezember 1971 in Périgueux, Département Dordogne, Frankreich) war ein französischer Autor des 20. Jahrhunderts.

## Leben
Augiéras ist der Sohn eines französischen Pianisten und einer polnischen Porzellanmalerin. Nach dem Tod des Vaters, der aus beruflichen Gründen mit der Familie in den USA weilte, ging seine Mutter mit dem Säugling nach Frankreich zurück. In Paris besuchte er das Collège Stanislas, bevor er mit acht Jahren nach Périgueux in der Dordogne verzog. Mit dreizehn Jahren verließ er die Schule, lernte zeichnen, schloss sich einer Jugendgruppe des Vichy-Regimes an und wurde Schauspieler bei einem Wanderzirkus. 1944 verpflichtete sich Augiéras im Kriegshafen Toulon am Mittelmeer und wurde anschließend nach Algier im damals französischen Algerien versetzt. Sein Onkel, den er besuchte, lebte in dieser Zeit als Pensionär im Süden Algeriens in der Saharastadt El Golea. Der Onkel verführte seinen jungen Neffen, der bei sich eine Veranlagung zur Homosexualität entdecken konnte. 
Unter dem Pseudonym Abdallah Chaamba schrieb Augiéras ab 1949 seine Erlebnisse in El Golea in dem Bericht Le Vieillard et l'Enfant nieder, der 1954 in Paris als Buch verlegt wurde. Als Einzelgänger und Revoluzzer reiste er in den folgenden Jahren durch die Sahara, den Mittelmeerraum, und gelangte nach Griechenland, wo er sich am Berg Athos für einige Zeit zurückzog. Eine weitere Station seines Lebens waren die Mitarbeit und Veröffentlichungen an bzw. in der kurzlebigen  Zeitschrift Structure, die Pierre Renaud 1957–1958 in Paris herausgab.
Augiéras' Ehe mit seiner Cousine Viviane de la Ville, die 1960 geschlossen wurde, wurde 1969 wieder geschieden. 1967 erschien unter seinem bürgerlichen Namen sein erstes Buch mit dem Titel Une adolescence au temps du Maréchal et de multiples aventures. Seine Armut, sein Lebenswandel und seine extreme Einsamkeit führten zu einem sich verschlechternden Gesundheitszustand. Er zog sich in eine Höhle bei Domme in der Dordogne zurück und wurde immer wieder ins Krankenhaus von Périgueux eingeliefert. Sein Buch Domme ou l'Essai d'occupation wurde erst nach seinem Tode veröffentlicht, sein Buch Un voyage au Mont Athos noch im Jahre 1970. 
Der Autor verstarb nach mehreren Heimaufenthalten an Herzversagen im Krankenhaus von Périgueux.

## Veröffentlichungen

### Pseudonym Abdallah Chaamba
- Le Vieillard et l'Enfant. Éditions de Minuit, Paris 1954
  - Neuauflage: 1985.
- Zirara. Revue Structure, Paris 1957.
- Le voyage des morts. Revue Structure-La Nef de Paris, 1959 
  - Neuauflage. Fata Morgana 1979 und Les cahiers rouges 2000

### Autorenname François Augiéras
- Une adolescence au temps du Maréchal et de multiples aventaures. Christian Bourgois, 1968
  - Neuauflage: Éditions de la Différence, 2001.
- Un voyage au Mont Athos. Éditions Flammarion, Paris 1970.
  - Deutsche Ausgabe: Eine Reise auf den Berg Athos. Aus dem Französischen übersetzt von Dirk Höfer. Mit einem Nachwort von Jean Chalon. Matthes & Seitz, Berlin 2019, ISBN 978-3-95757-719-1.
- L'Apprenti sorcier. Fata Morgana 1976 
  - Neuauflage: Grasset, Paris 1989.
- Domme ou l'Essai d'occupation. Fata Morgana 1982 
  - Neuauflage: Éditions Grasset, Paris 1996.
- Bout du monde, dessins de Claude Stassard-Springer. Éditions de la Galotte, Vézelay 1998.
- Lettres à Paul Plancet. Fanlac 2000.
- Le Diable ermite. Briefe an Jean Chalon (1968–1972). Éditions de la Différence, 2003.
- La Chasse fantastique. Mit einem Vorwort von Paul Plancet. La Différence, Collection Minos, Paris 2005.

## Film
- Isaki Lacuesta: Los pasos dobles, Gewinner der Goldenen Muschel des Festival Internacional de Cine de Donostia-San Sebastián 2011. Der Film schildert Augiéras' Zeit in der Sahara Algeriens und Malis.[1]